# 奧永 (秘魯)
奧永（西班牙語：Oyón），是秘魯的城鎮，位於該國中南部利馬大區，是奧永省的首府，海拔高度3,620米，該城鎮名稱來自16世紀西班牙的一名軍人，2005年人口7,523。